# 孔发龙
孔发龙（1962年6月—），江西鄱阳人，汉族，中国共产党党员。中华人民共和国政治人物、第十三届全国人民代表大会江西省代表。

## 生平
2018年，孔发龙被选为江西省出席第十三届全国人民代表大会代表。
2023年2月21日，涉嫌严重违纪违法，接受江西省纪委省监委纪律审查和监察调查。